# Liste der Biografien/Stam
Liste der Biografien |
Portal Biografien |
Personensuche
# |
A |
B |
C |
D |
E |
F |
G |
H |
I |
J |
K |
L |
M |
N |
O |
P |
Q |
R |
S |
T |
U |
V |
W |
X |
Y |
Z |
?
 
Sa |
Sb |
Sc |
Sd |
Se |
Sf |
Sg |
Sh |
Si |
Sj |
Sk |
Sl |
Sm |
Sn |
So |
Sp |
Sq |
Sr |
Ss |
St |
Su |
Sv |
Sw |
Sy |
Sz
 
Sta |
Ste |
Sth |
Sti |
Stj |
Stl |
Sto |
Str |
Sts |
Stt |
Stu |
Stv |
Stw |
Sty
 
Staa |
Stab |
Stac |
Stad |
Stae |
Staf |
Stag |
Stah |
Stai |
Staj |
Stak |
Stal |
Stam |
Stan |
Stap |
Star |
Stas |
Stat |
Stau |
Stav |
Staw |
Stax |
Stay |
Staz
Die Liste der Biografien führt alle Personen auf, die in der deutschsprachigen Wikipedia einen Artikel haben. Dieses ist eine Teilliste mit 298 Einträgen von Personen, deren Namen mit den Buchstaben „Stam“ beginnt.

## Stam
- Stam, Caroline, niederländische Sängerin (Sopran)
- Stam, Cees (* 1945), niederländischer Radrennfahrer
- Stam, Danny (* 1972), niederländischer Radrennfahrer und Sportlicher Leiter
- Stam, Debby (* 1984), niederländische Volleyballspielerin
- Stam, George (1905–1995), niederländischer Organist, Komponist und Musikpädagoge
- Stam, Hans (1919–1996), niederländischer Wasserballspieler
- Stam, Jaap (* 1972), niederländischer Fußballspieler und -trainerJaap Stam (* 1972)

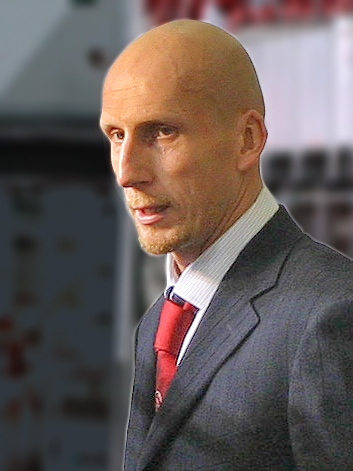
Jaap Stam (* 1972)

- Stam, Jessica (* 1986), kanadisches Supermodel
- Stam, Katja (* 1998), niederländische Beachvolleyballspielerin
- Stam, Lauren (* 1994), niederländische Hockeyspielerin
- Stam, Marieke (* 1964), niederländische Eisschnellläuferin
- Stam, Mart (1899–1986), niederländischer Architekt und Designer
- Stam, Nicolas (1876–1949), niederländischer römisch-katholischer Ordensgeistlicher und Apostolischer Vikar von Kisumu
- Stam, Ron (* 1984), niederländischer Fußballspieler
- Stam-Beese, Lotte (1903–1988), deutsche Architektin und Stadtplanerin

### Stama
- Stamać, Truda (1942–2021), jugoslawische bzw. kroatische Übersetzerin
- Stamat, Vitalia (* 2001), moldawische Tennisspielerin
- Stamatakis, Panagiotis († 1885), griechischer Klassischer Archäologe
- Stamatello, Henryk (1901–1997), polnischer Bauingenieur
- Stamatelopoulos, Georg (* 1970), griechisch-deutscher Manager und Ingenieur
- Stamatelopoulos, Nikitas († 1849), griechischer Freiheitskämpfer und Neffe von Theodoros KolokotronisNikitas Stamatelopoulos († 1849)

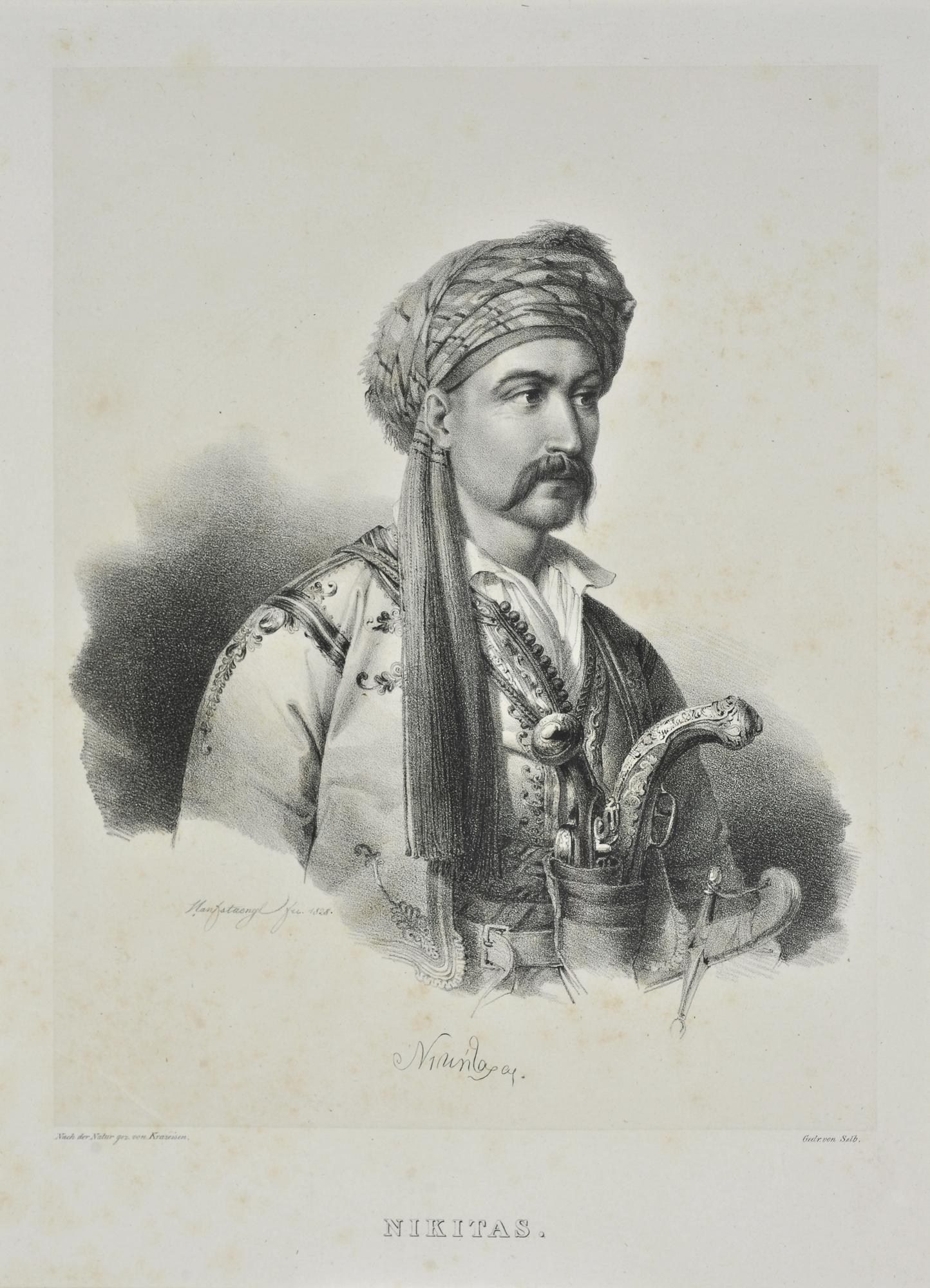
Nikitas Stamatelopoulos († 1849)

- Stamatiadis, Anakreon (1868–1964), griechischer Arzt, Pathologe und Esperantist
- Stamatiadis-Smidt, Hilke (1938–2023), deutsche Wissenschaftspublizistin, zuletzt Pressesprecherin
- Stamatiou, Katerina (* 1960), zyprische Richterin
- Stamatopoulos, Georgios (* 1963), griechischer Medailleur
- Stamatopoulos, Joti (* 1972), deutsch-griechischer Fußballtrainer
- Stamatopoulos, Kyriakos (* 1979), griechisch-kanadischer Fußballspieler
- Stamatopoulou, Alexandra (* 1986), griechische Schwimmerin bei Para-Wettbewerben
- Stamatopoulou, Ioanna (* 1998), griechische Wasserballspielerin
- Stamatović, Uroš (* 1976), serbischer Fußballspieler
- Stamatow, Georgi (1869–1942), bulgarischer Schriftsteller
- Stamatow, Mateo (* 1999), bulgarischer Fußballspieler
- Stamatowa, Julija (* 1993), bulgarische Tennisspielerin
- Stamaty, Camille (1811–1870), französischer Pianist und Komponist

### Stamb
- Stambach-Terrenoir, Anne (* 1980), französische Politikerin
- Štambacher, František (* 1953), tschechoslowakischer Fußballspieler
- Stambader, Yasmani (* 1991), österreichischer Schauspieler
- Stambaugh, Joan (1932–2013), US-amerikanische Philosophin und Heidegger-Übersetzerin
- Stamberg, Josh (* 1970), US-amerikanischer Schauspieler
- Stambke, Andreas Ernst von (1670–1739), deutscher Staatsbeamter, Gesandter und Diplomat
- Stambke, Gottlieb Georg Heinrich von († 1761), deutscher Staatsbeamter, Gesandter und Diplomat
- Stambke, Moritz (1830–1903), Geheimer Oberbaurat des Königreichs Preußen
- Stambler, Bruce, US-amerikanischer Tontechniker
- Stambolian, George (1938–1991), US-amerikanischer Herausgeber schwuler Literatur, Journalist und Hochschullehrer
- Stambolić, Ivan (1936–2000), jugoslawischer PolitikerIvan Stambolić (1936–2000)

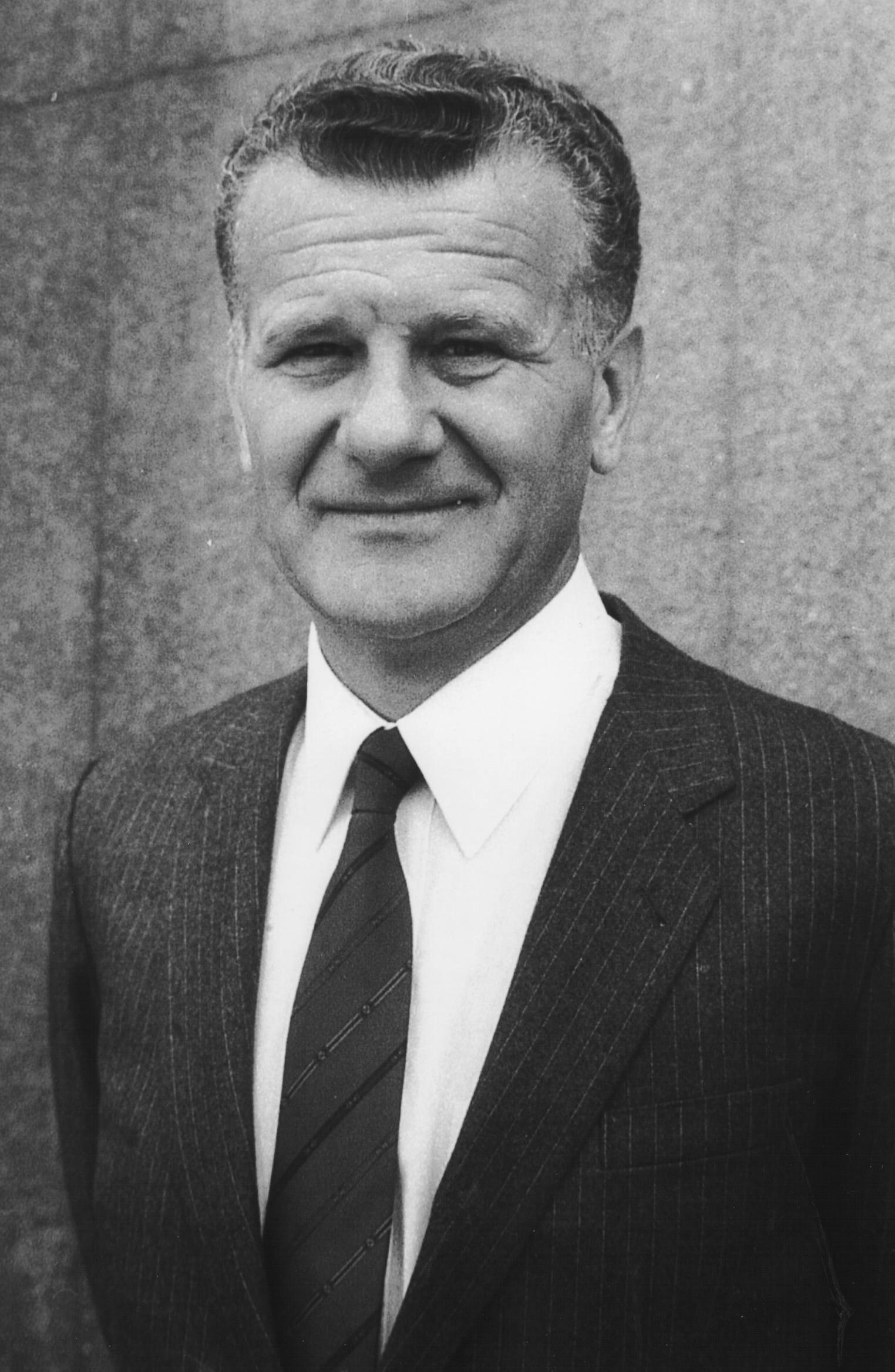
Ivan Stambolić (1936–2000)

- Stambolić, Marija (* 1993), serbische Leichtathletin
- Stambolić, Petar (1912–2007), jugoslawischer Politiker
- Stambolijski, Aleksandar (1879–1923), Ministerpräsident von Bulgarien, Opfer eines Attentates der IMRO
- Stambolis, Barbara (* 1952), deutsche Historikerin und Hochschullehrerin
- Stambolla, Rudolf (1931–2021), albanischer Sänger und Schauspieler
- Stambolow, Stefan (1854–1895), bulgarischer Premierminister und ein Begründer des Modernen Bulgariens
- Stambolowa, Wanja (* 1983), bulgarische Sprinterin und Hürdenläuferin
- Stambolski, Christo (1843–1932), bulgarischer Arzt, Freiheitskämpfer und Politiker
- Stambouli, Benjamin (* 1990), französischer FußballspielerBenjamin Stambouli (* 1990)

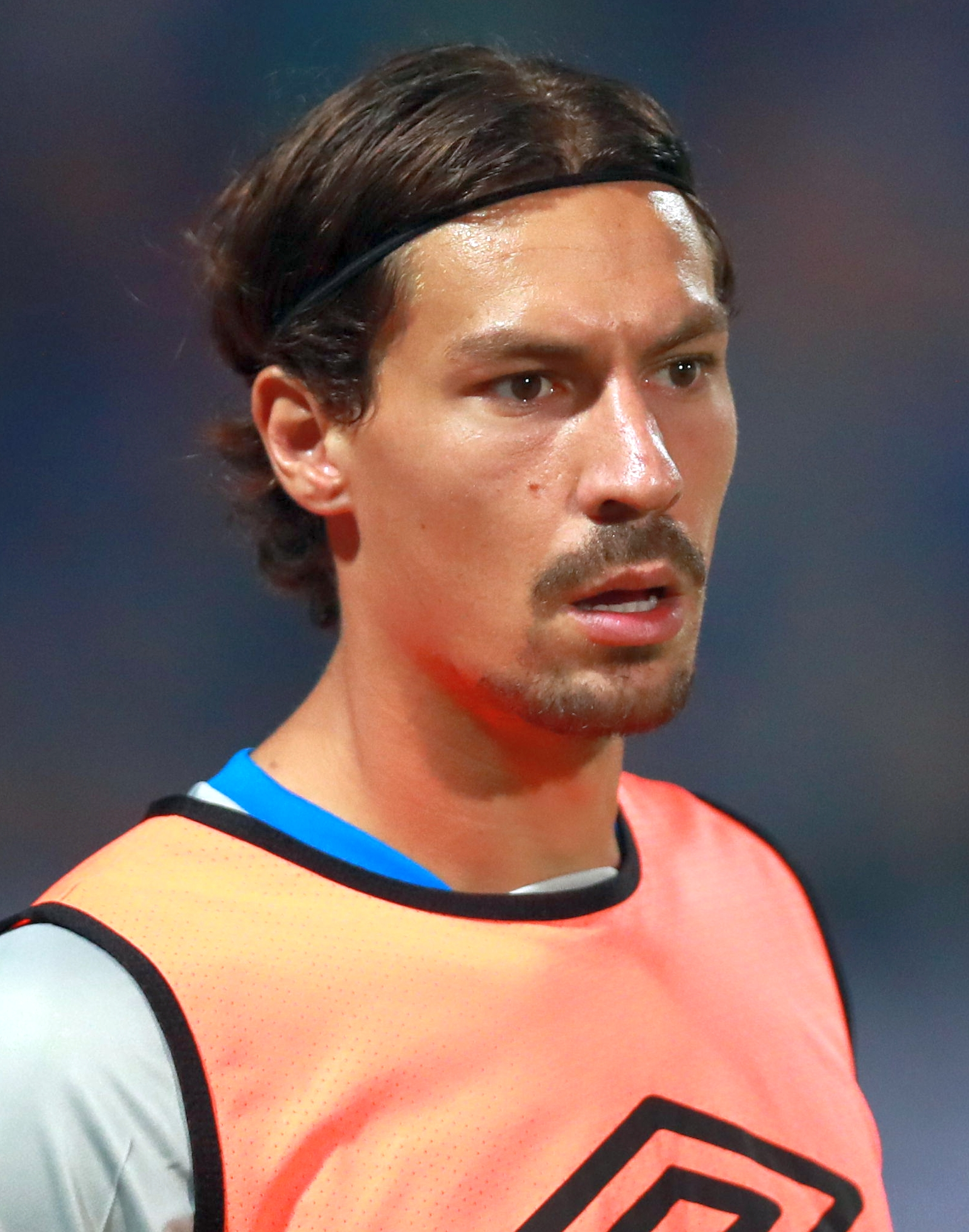
Benjamin Stambouli (* 1990)

- Stambuk, Patricia (* 1951), chilenische Journalistin und Schriftstellerin
- Štambuk, Slobodan (1941–2023), kroatischer Geistlicher, römisch-katholischer Bischof von Hvar
- Stambula, Ralf (* 1954), deutscher Radrennfahrer

### Stame
- Stamejčič, Draga (1937–2015), jugoslawische Hürdenläuferin, Fünfkämpferin und Sprinterin
- Stamenes, Satrap von Babylon
- Stamenić, Aleksandra (* 1998), serbische Handballspielerin
- Stamenković, Dragi (1920–2004), jugoslawischer Politiker
- Stamenković, Saša (* 1985), serbischer Fußballspieler
- Stamenković, Snežana (* 1961), jugoslawische Opernsängerin (Sopran) und Professorin für Gesang
- Stamenov, Bojana (* 1986), serbische Sängerin
- Stamenow, Georgi (1845–1926), bulgarischer Aufklärer und Pädagoge, Übersetzer
- Stamenow, Iwan (1893–1976), bulgarischer Jurist und Diplomat
- Stamenowa, Rossiza (* 1955), bulgarische Sprinterin
- Stamer, Alfred (1887–1966), deutscher Politiker (SPD), MdL
- Stamer, Bruno (1900–1988), deutscher Politiker (NSDAP), MdR
- Stamer, Dirk (* 1980), deutscher Wirtschaftsinformatiker und Politiker (SPD)
- Stamer, Fritz (1897–1969), deutscher Pilot, Fluglehrer und Flugzeugkonstrukteur
- Stamer, Fritz, deutscher Jazz- und Unterhaltungsmusiker
- Stamer, Gerhard (* 1939), deutscher Philosoph
- Stamer, Hans (1925–1999), deutscher Agrarwissenschaftler und Staatssekretär (Schleswig-Holstein)
- Stamer, Heinz (1887–1958), deutscher Korvettenkapitän der Kriegsmarine und Politiker (CDU), MdHB
- Stamer, Heinz (1942–2021), deutscher Fußballspieler
- Stamer, Ludwig (1892–1977), deutscher Priester und Historiker
- Stamer, Sabine (* 1956), deutsche Journalistin und AutorinSabine Stamer (* 1956)

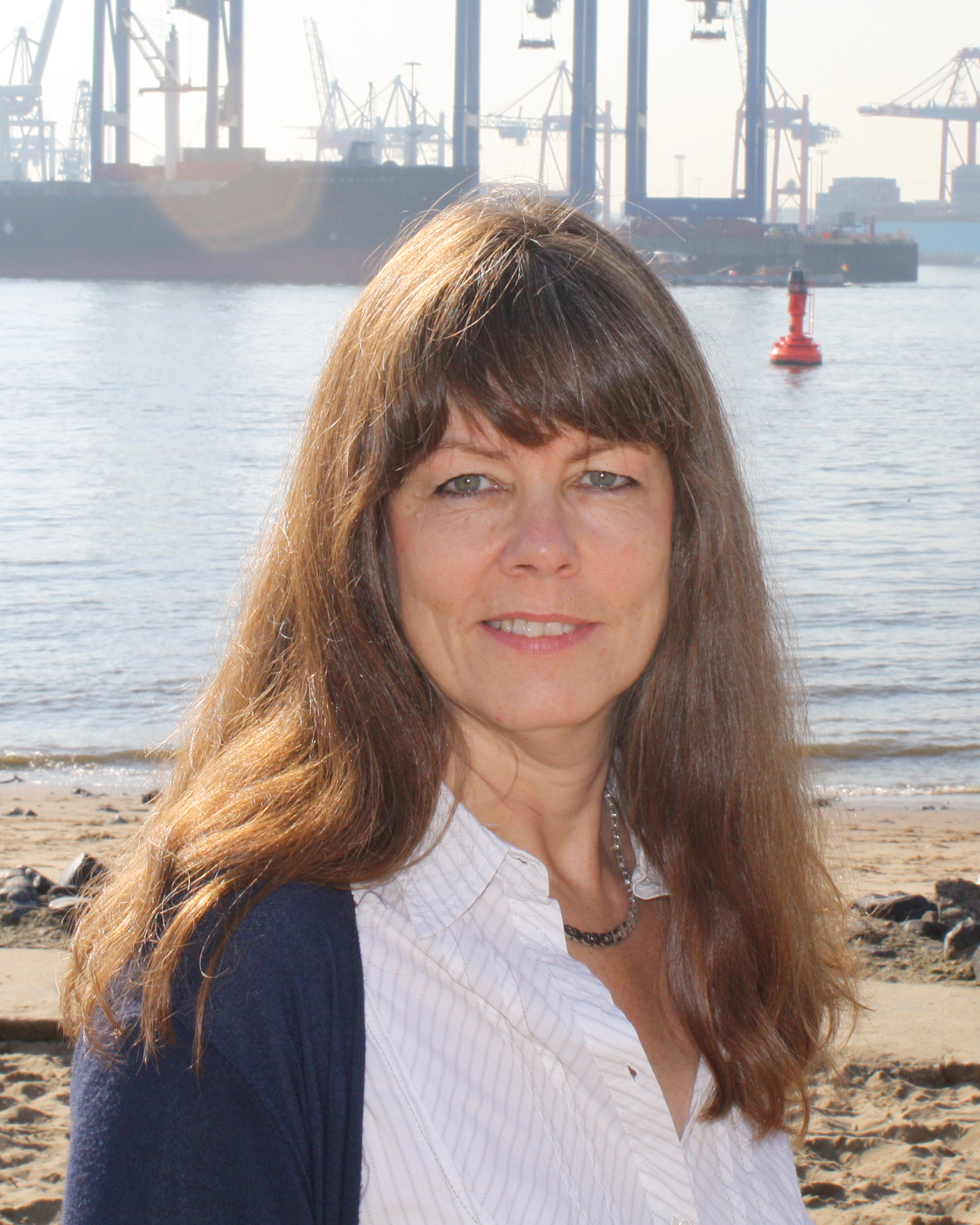
Sabine Stamer (* 1956)

- Stamer, Uwe (* 1944), deutscher Religionspädagoge
- Stamer, William (1765–1838), Lord Mayor von Dublin
- Stamer-Roßberg, Gisela (1941–2018), deutsche Bildhauerin und Malerin
- Stamerjohann, Heinrich (1871–1959), deutscher Landwirt, Kommunalpolitiker und Bauernfunktionär

### Stamf
- Stamford, John D. (* 1939), britischer Priester und Verleger
- Stamfort, Otto (1901–1981), deutscher Pädagoge

### Stami
- Stamile, Lauren (* 1976), US-amerikanische Schauspielerin
- Stamitz, Anton, deutscher Violinist und Komponist der Klassik
- Stamitz, Carl (1745–1801), deutscher Violinist und Komponist
- Stamitz, Johann, böhmischer Violinist, Kapellmeister und Komponist

### Stamk
- Stamkos, Steven (* 1990), kanadischer Eishockeyspieler

### Staml
- Stamler, Bretton (* 1987), kanadisch Eishockeyspieler
- Stamler, Johann Heinrich († 1692), ostfriesischer Kanzler

### Stamm
- Stamm Hurter, Cornelia (* 1962), Schweizer Politikerin (SVP)
- Stamm, Barbara (1944–2022), deutsche Politikerin (CSU), MdLBarbara Stamm (1944–2022)

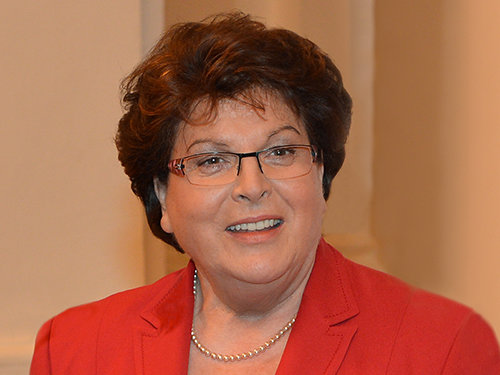
Barbara Stamm (1944–2022)

- Stamm, Bernhard (1920–2007), Schweizer Politiker (FDP)
- Stamm, Carl (1867–1941), deutscher Kinderarzt und NS-Opfer
- Stamm, Christin-Marie (* 1991), deutsche Politikerin (SPD), MdL NRW
- Stamm, Claudia (* 1970), deutsche Politikerin (Bündnis 90/Die Grünen), MdL
- Stamm, Daniel (* 1976), deutscher Filmregisseur und Drehbuchautor
- Stamm, Daniela (* 1982), deutsche Schauspielerin und ehemalige PolizeioberkommissarinDaniela Stamm (* 1982)

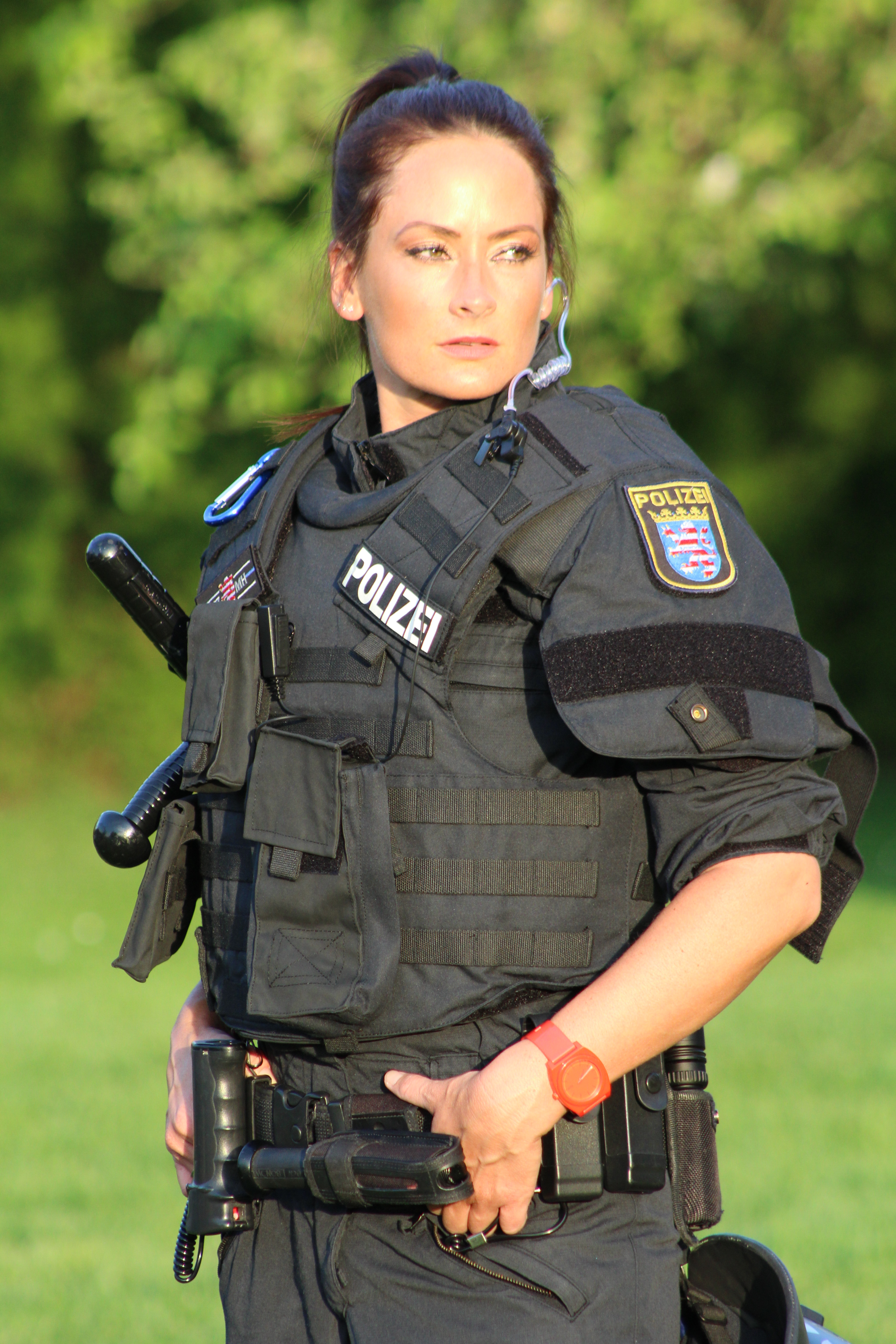
Daniela Stamm (* 1982)

- Stamm, Dieter (* 1965), Schweizer Autor und Journalist
- Stamm, Ferdinand (1813–1880), böhmisch-österreichischer Schriftsteller, Journalist und Politiker
- Stamm, Friedrich Moritz (1794–1843), deutscher Architekt und Baubeamter in Bremen
- Stamm, Fritz, deutscher Fußballspieler
- Stamm, Georg (1855–1923), deutscher Landwirt, Bürgermeister und Politiker (Zentrum), MdR
- Stamm, Georg Ludwig (* 1830), deutscher Apotheker, Mitglied des Kurhessischen Kommunallandtages Kassel
- Stamm, Gerhard (1934–2011), deutscher Bibliothekar
- Stamm, Hagen (* 1960), deutscher Wasserballspieler und -trainer
- Stamm, Hans (1908–1968), deutscher Ingenieur, Hochschullehrer und Rektor
- Stamm, Hans-André (* 1958), deutscher Komponist und Organist
- Stamm, Harald (* 1938), deutscher Opernsänger (Bass) und Gesangspädagoge
- Stamm, Heinz-Günter (1907–1978), deutscher Schauspieler, Hörspiel- und Theaterregisseur
- Stamm, Heinz-Meinolf (* 1938), katholischer Theologe, Kirchenhistoriker und Bibliothekar
- Stamm, Hermann (1940–2014), deutscher Schulleiter und Kommunalpolitiker der CSU
- Stamm, Hermann (* 1953), deutscher Fotograf und Professor für Fotografie
- Stamm, Hugo (* 1949), Schweizer Journalist und Sektenexperte
- Stamm, Isabelle (* 1977), Schweizer Schriftstellerin
- Stamm, Johann Gottlieb Samuel (1763–1814), deutscher Landschaftsmaler
- Stamm, Johann Jakob (1843–1905), Schweizer Bauunternehmer
- Stamm, Johann Jakob (1910–1993), Schweizer evangelisch-reformierter Theologe und Alttestamentler
- Stamm, Judith (1934–2022), Schweizer Politikerin
- Stamm, Jürgen (* 1968), deutscher Jurist und Hochschullehrer
- Stamm, Karl (1890–1919), Schweizer Dichter
- Stamm, Luzi (* 1952), Schweizer Politiker (SVP)Luzi Stamm (* 1952)

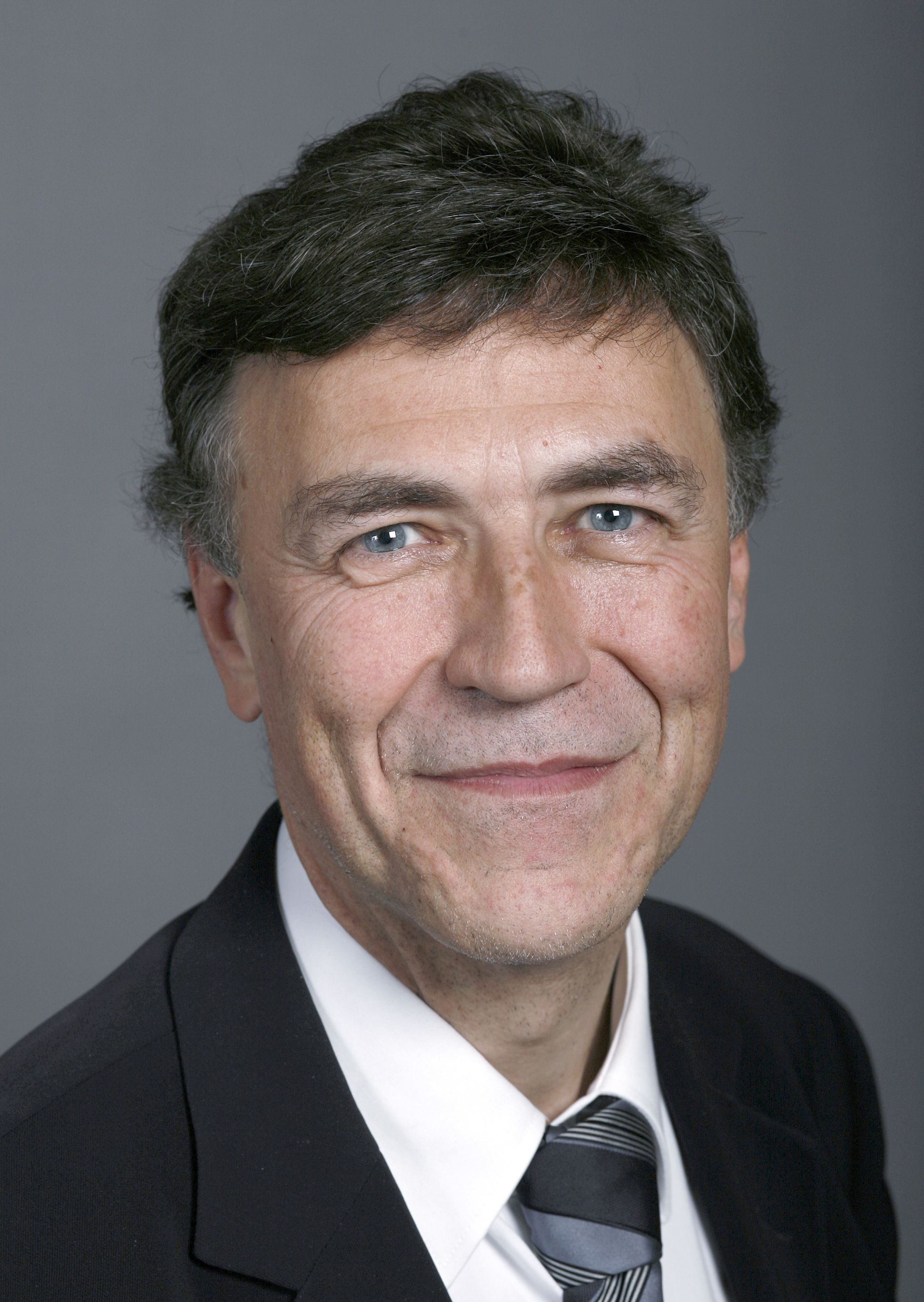
Luzi Stamm (* 1952)

- Stamm, Margrit (* 1950), Schweizer Erziehungswissenschaftlerin und Hochschullehrerin
- Stamm, Marielle (* 1945), Schweizer Journalistin und Schriftstellerin
- Stamm, Marko (* 1988), deutscher Wasserballspieler
- Stamm, Martin (1847–1918), Schweizer Chirurg
- Stamm, Marvin (* 1939), US-amerikanischer Jazztrompeter
- Stamm, Michael (* 1952), US-amerikanischer Schwimmer
- Stamm, Nikolaus (1915–1974), deutscher Politiker (SPD), Bürgermeister und MdL Bayern
- Stamm, Oliver (* 1966), österreichischer Beachvolleyballspieler
- Stamm, Otto (1915–1979), deutscher Mediävist und Mittelalterarchäologe
- Stamm, Peter (* 1963), Schweizer SchriftstellerPeter Stamm (* 1963)

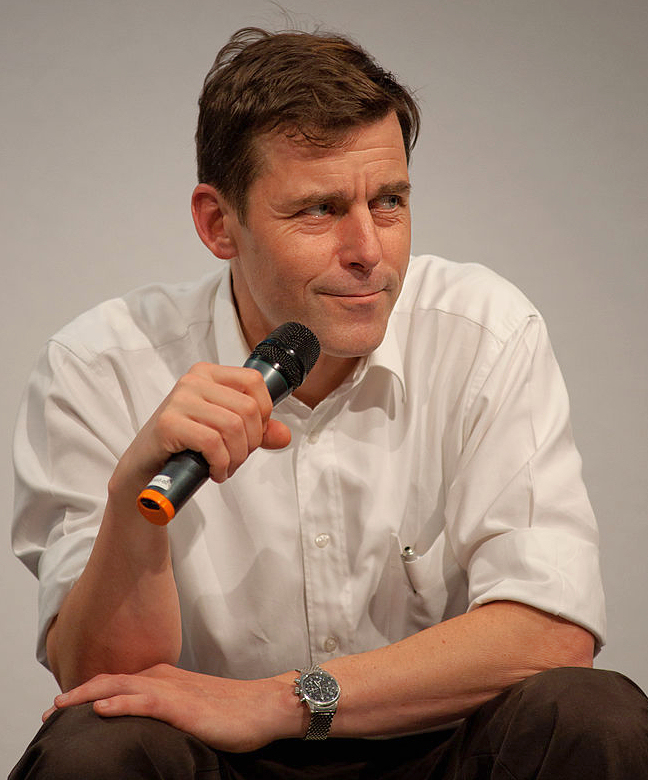
Peter Stamm (* 1963)

- Stamm, Rainer (* 1967), deutscher Kunsthistoriker, Literaturwissenschaftler und Museumsleiter
- Stamm, Robert (1900–1937), deutscher Politiker (KPD), MdR, Opfer des NS-Regimes
- Stamm, Rudolf (1869–1944), Schweizer Bauunternehmer und Politiker
- Stamm, Rudolf (1909–1991), Schweizer Literaturwissenschaftler Anglist, Hochschullehrer und Theaterkritiker
- Stamm, Rupert (1963–2014), deutscher Jazzmusiker (Vibraphon, Perkussion) und Musikpädagoge
- Stamm, Sabine (* 1970), deutsche Journalistin und Fernsehmoderatorin
- Stamm, Silke (* 1968), deutsche Schriftstellerin
- Stamm, Sina (* 1984), deutsche Juristin, Richterin am deutschen Bundesverwaltungsgericht
- Stamm, Sybille (1945–2023), deutsche Gewerkschafterin, Mitglied der Partei Die Linke
- Stamm, Ted (1944–1984), US-amerikanischer konzeptueller Maler
- Stamm, Thomas (* 1983), Schweizer Fußballspieler und -trainer
- Stamm, Ulrich, deutscher Bildhauer und Baumeister
- Stamm, Volker (* 1953), deutscher Wirtschafts- und Sozialhistoriker
- Stamm, Walter (* 1941), österreichischer Fußballspieler
- Stamm, Werner (1912–1993), deutscher Polizeikapellmeister und Komponist
- Stamm, Wolfgang (* 1941), deutscher Radsportler
- Stamm-Fibich, Martina (* 1965), deutsche Marketing- und Kommunikationsmanagerin, Politikerin (SPD), MdB
- Stamm-Kuhlmann, Thomas (* 1953), deutscher Historiker
- Stamm-Schmid, Ira (* 1936), Schweizer Fernsehmoderatorin und Politikerin
- Stamm-Teske, Walter (* 1948), deutscher Architekt
- Stamma, Philipp († 1755), syrischer Schachspieler
- Stammann, Alfred Otto (1871–1935), deutscher Rechtsanwalt
- Stammann, Dirk (* 1970), deutscher Fußballspieler
- Stammann, Franz Georg (1799–1871), deutscher Architekt
- Stammann, Hugo (1831–1909), deutscher Architekt
- Stammann, Johann Otto (1835–1909), Hamburger Bürgermeister und Rechtsanwalt
- Stammann, Matthias (* 1968), deutscher Fußballspieler
- Stammati, Gaetano (1908–2002), italienischer Politiker, Mitglied des Senato della Repubblica
- Stammbach, Eugen (1876–1966), deutscher Landschaftsmaler
- Stammbach, Peter (* 1937), Schweizer Eishockeyspieler
- Stammbach, Urs (* 1939), schweizerischer Mathematiker
- Stammberger, Anna (* 1961), kanadische Basketballtrainerin und ehemalige -spielerin
- Stammberger, Erich (1927–2004), deutscher Politiker
- Stammberger, Friedrich (1908–1978), deutscher Geologe, Antifaschist und Opfer des Stalinismus
- Stammberger, Gabriele (1910–2005), deutsche Kommunistin und Lektorin
- Stammberger, Ingo (* 1960), deutscher Tiermediziner, Präsident der Landestierärztekammer Hessen
- Stammberger, Sven (* 1994), deutsch-kanadischer Basketballspieler
- Stammberger, Tessa (* 1993), kanadisch-deutsche Basketballspielerin
- Stammberger, Thomas (* 1968), deutscher Regisseur, Autor und RedakteurThomas Stammberger (* 1968)

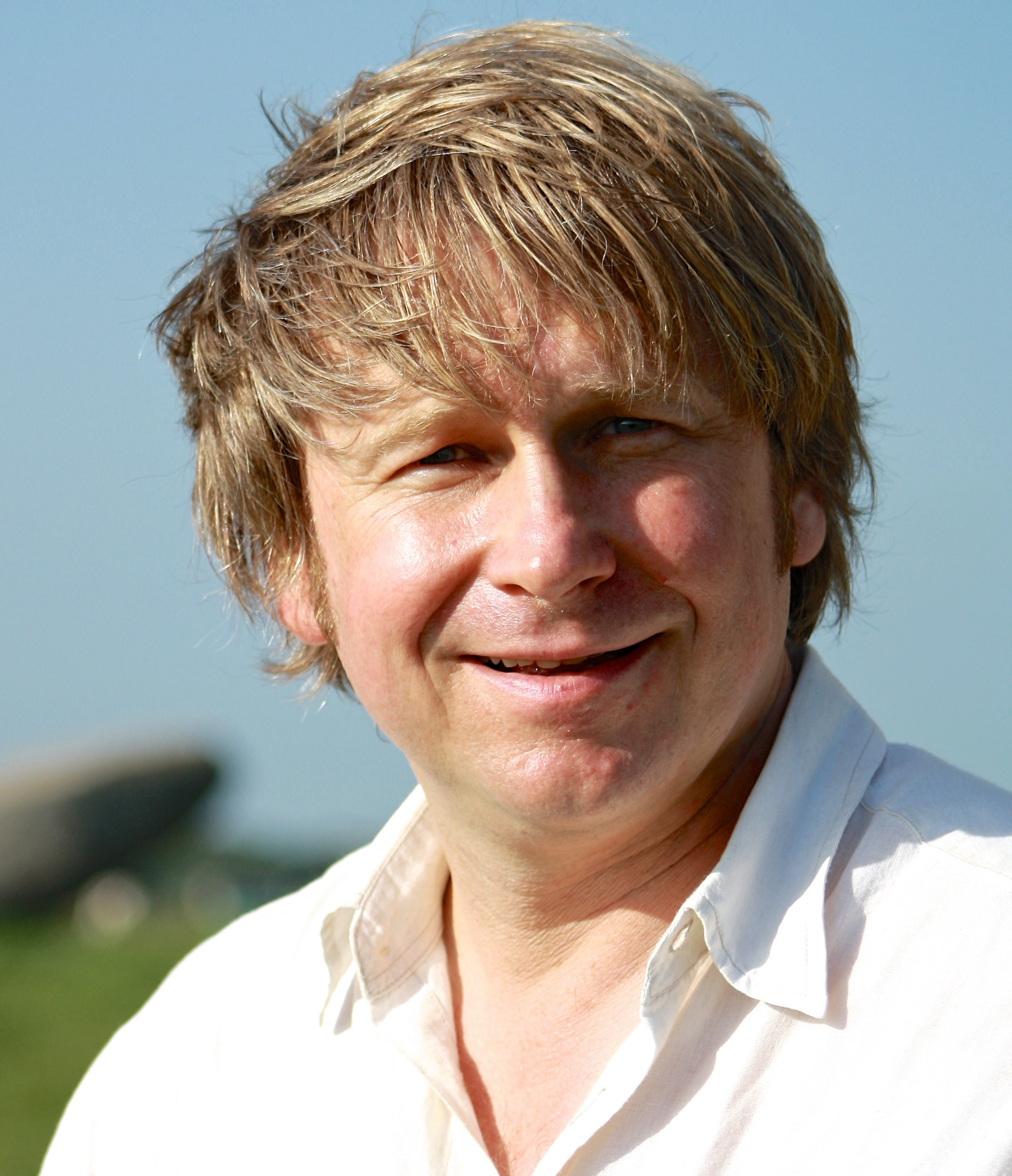
Thomas Stammberger (* 1968)

- Stammberger, Wolfgang (1920–1982), deutscher Politiker (FDP, SPD), MdB
- Stamme, Heinrich (1846–1905), deutscher Fabrikant, Kunstsammler und Mäzen
- Stamme, Patrick Adrian (* 1977), deutscher Schauspieler, Sprecher und Sänger
- Stammel, Eberhard (1833–1906), deutscher Maler
- Stammel, Heinz-Josef (1926–1990), deutscher Pressefotograf, Journalist und Autor
- Stammel, Hinrich, Sekretär der Hansekontore in Bergen und Brügge
- Stammel, Johann, evangelischer Theologe und Reformator
- Stammel, Johannes († 1483), deutscher Hochschullehrer und Domherr
- Stammel, Josef († 1765), österreichischer Bildhauer
- Stammen, Keven (* 1985), US-amerikanischer Pokerspieler
- Stammen, Peter (1886–1958), deutscher Bildhauer
- Stammen, Theo (1933–2018), deutscher Politikwissenschaftler und Hochschullehrer
- Stammer, Adrian Adam von (1659–1704), preußischer Geheimer Rat, Stiftshauptmann von Quedlinburg, Ritter des Johanniterordens
- Stammer, Eberhard (1888–1966), deutscher Politiker (GB/BHE), MdL
- Stammer, Emil (1858–1926), deutscher Opernsänger, Theater- und Stummfilmschauspieler
- Stammer, Erich (1925–2014), deutscher Radrennfahrer
- Stammer, Franz (1881–1950), preußischer Landrat
- Stammer, Gisela (* 1952), deutsche Schriftstellerin
- Stammer, Hans-Jürgen (1899–1968), deutscher Zoologe, Ökologe und Direktor des Zoologischen Instituts der Universität Erlangen
- Stammer, Hennig Albert von (1804–1884), Domdekan in Wurzen, Abgeordneter des Sächsischen Landtags
- Stammer, Hieronymus Friedrich von (1712–1777), kursächsischer Minister, Landvogt und Domherr
- Stammer, Johann Friedrich von († 1720), königlich-polnischer und kurfürstlich-sächsischer Kammerherr und Oberaufseher der Grafschaft Mansfeld
- Stammer, Johann Heinrich von (1603–1654), deutscher Domherr und Rittergutsbesitzer
- Stammer, Karl (1828–1893), luxemburgischer Chemiker
- Stammer, Lisa (1916–1985), deutsche Tänzerin, Schauspielerin und Gastronomin
- Stammer, Martin (1883–1966), deutscher evangelischer Theologe, Pädagoge und Politiker (DVP)
- Stammer, Otto (1900–1978), deutscher Soziologe, Politikwissenschaftler und Hochschullehrer
- Stammer, Uta (1948–2018), deutsche Schauspielerin und Hörspielsprecherin
- Stammer, Wendy (* 1965), US-amerikanische Volleyball- und Beachvolleyballspielerin
- Stammers, Kay (1914–2005), englische Tennisspielerin
- Stammers, Richard, amerikanischer Spezialeffektkünstler
- Stamminger, Johann Baptist (1836–1892), katholischer Priester, Bibliothekar, Verleger und Politiker
- Stamminger, Reinhold (* 1969), deutscher Basketballspieler
- Stammler, Albrecht (1918–2009), deutscher Neurologe und Psychiater
- Stammler, August (1789–1852), deutscher Jurist und Landtagsabgeordneter im Großherzogtum Hessen
- Stammler, Clemens (* 1974), österreichischer Politiker (Grüne), Abgeordneter zum Nationalrat
- Stammler, Dieter (* 1942), deutscher Medienrechtler
- Stammler, Eberhard (1915–2004), deutscher evangelischer Theologe, Journalist und Publizist
- Stammler, Georg (1872–1948), deutscher Schriftsteller und Protagonist der Jugendbewegung
- Stammler, Gerhard (1898–1977), deutscher Philosoph
- Stammler, Hermann (1869–1945), deutscher Jurist, Kreisrat in den Kreisen Alsfeld und Heppenheim
- Stammler, Jakob (1840–1925), Schweizer Kunsthistoriker und römisch-katholischer Bischof von Basel
- Stammler, Jennifer (* 1986), deutsche Fußballspielerin
- Stammler, Otto (1882–1969), deutscher Richter in Bayern
- Stammler, Rudolf (1856–1938), deutscher Rechtsphilosoph
- Stammler, Seth (* 1981), US-amerikanischer Fußballspieler
- Stammler, Wolfgang (1886–1965), deutscher Germanist und Literaturhistoriker
- Stammler, Wolfgang (1937–2022), deutscher Politiker (CDU), MdL
- Stammnitz, Lothar (1927–2006), deutscher Politiker (SED), Mitglied des ZK der SED
- Stammreich, Hans (1902–1969), brasilianischer Physikochemiker, Molekülspektroskopiker
- Stamms, Hans (1902–1947), deutscher Boxer
- Stammschröer, Hermann (1890–1957), deutscher römisch-katholischer Geistlicher und NS-Opfer

### Stamn
- Stamnitz, Thomas (* 1961), deutscher Saxophonist, Schlagzeuger, Komponist und Arrangeur

### Stamo
- Stamo, Foto (1916–1989), albanischer Maler
- Stamos, John (* 1963), US-amerikanischer Schauspieler
- Stamos, Theodoros (1922–1997), US-amerikanischer Maler griechischer Herkunft
- Stamoulis, Giorgos (* 1998), griechischer Leichtathlet

### Stamp
- Stamp, Edward (1814–1872), englischer Seefahrer und Unternehmer
- Stamp, Jack (* 1954), US-amerikanischer Komponist, Dirigent und Hochschullehrer
- Stamp, James (1904–1985), amerikanischer Trompeter und Pädagoge
- Stamp, Joachim (* 1970), deutscher Politiker (FDP)
- Stamp, Terence (1938–2025), britischer SchauspielerTerence Stamp (1938–2025)

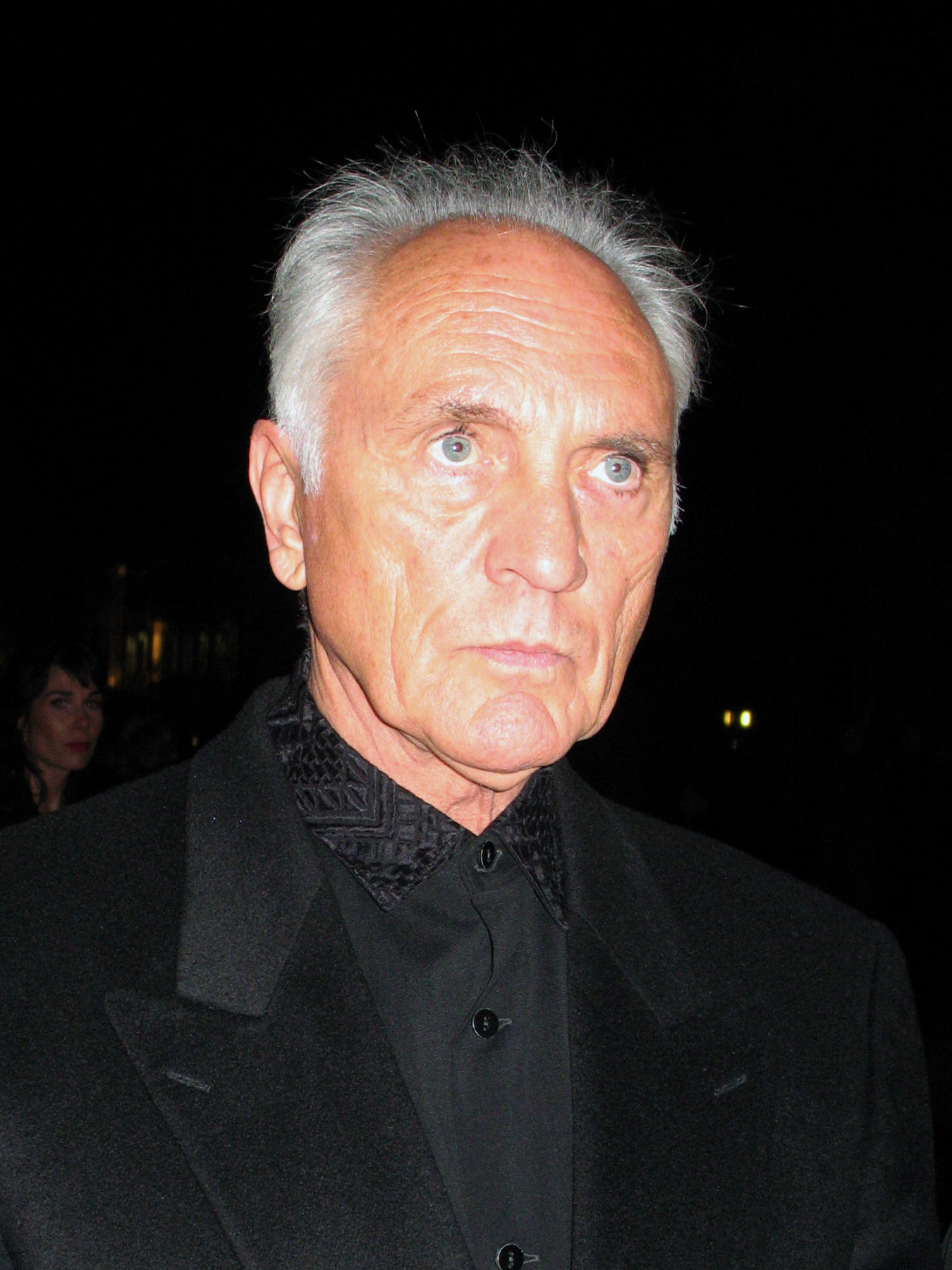
Terence Stamp (1938–2025)

- Stampa Vogelbacher, Evelina (1922–2012), Schweizer Politikerin (FDP, BSF) und Frauenrechtlerin
- Stampa, Carlo Gaetano (1667–1742), italienischer Geistlicher, Erzbischof von Mailand und Kardinal der Römischen Kirche
- Stampa, Gaspara († 1554), italienische Dichterin und KurtisaneGaspara Stampa († 1554)

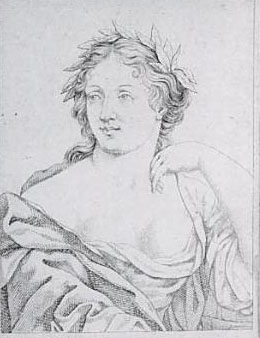
Gaspara Stampa († 1554)

- Stampa, Ingrid (* 1950), deutsche Musikprofessorin und Haushälterin von Papst Benedikt XVI.
- Stampacchia, Guido (1922–1978), italienischer Mathematiker
- Stampanoni, Marco (* 1974), Schweizer Physiker und Hochschullehrer
- Štampar, Andrija (1888–1958), jugoslawischer Mediziner
- Stampe, August (1878–1965), deutscher Politiker, Bremer Senator (SPD)
- Stampe, Ernst (1856–1942), deutscher Jurist und Hochschullehrer
- Stampe, Friedrichfranz (1897–1959), deutscher Schauspieler, Theaterregisseur und Intendant
- Stampe, Jean (1889–1978), belgischer Flugzeugkonstrukteur
- Stampe, Johann Ernst (* 1808), deutscher Rittergutsbesitzer und Parlamentarier
- Stampe, Zenia (* 1979), dänische Politikerin der linksliberalen Partei Radikale Venstre
- Stampeel, Nicolaus (1673–1749), deutscher Jurist, Archivar, Ratsherr und Bürgermeister von Hamburg
- Stampeel, Zacharias (1654–1731), deutscher Theologe, Pädagoge und Bibliothekar
- Stampelius, Georg (1561–1622), deutscher lutherischer Theologe und Superintendent in Lübeck
- Stamper, Chris, britischer Computerspielentwickler
- Stamper, Hiram (1893–1992), US-amerikanischer Old-Time-Fiddler
- Stamper, Martin (* 1986), britischer Taekwondoin
- Stamper, Tim, britischer Computerspielentwickler
- Stampf, Franz (1899–1981), österreichischer Politiker (SPÖ), Landtagsabgeordneter im Burgenland
- Stampf, Günter (1968–2012), österreichischer TV- und Filmproduzent, Dokumentarfilmer, Autor, Regisseur und Unternehmer
- Stampf, Olaf (* 1966), deutscher Journalist
- Stampf-Sedlitzky, Susanne, österreichische Journalistin, Autorin, Regisseurin und TV-Produzentin
- Stampfel, Karin (* 1958), österreichische Politikerin (FPÖ), Landtagsabgeordnete
- Stampfer, Cölestin (1823–1895), Tiroler Historiker und Schriftsteller
- Stampfer, Friedrich (1874–1957), deutscher Journalist und Politiker (SPD), MdRFriedrich Stampfer (1874–1957)

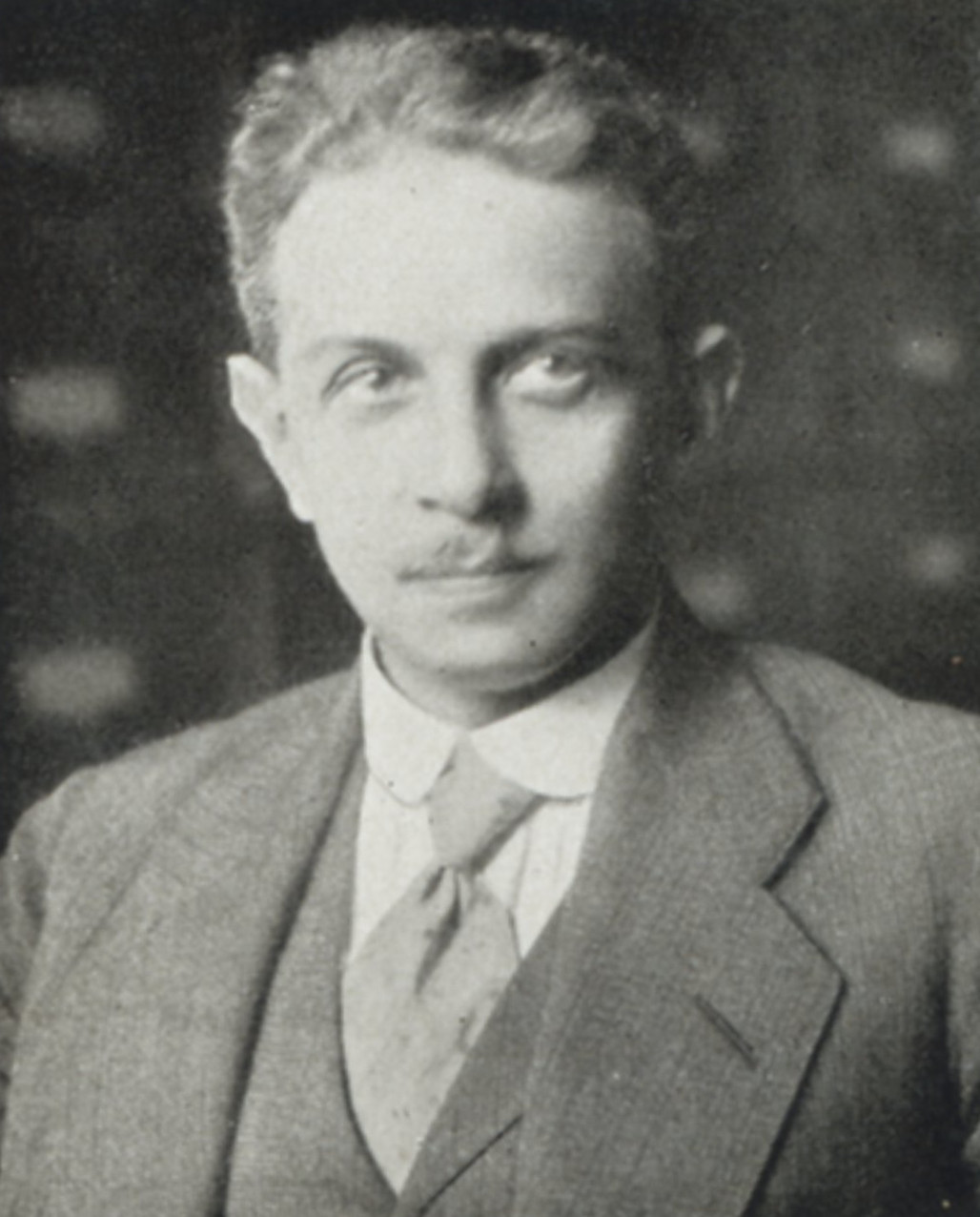
Friedrich Stampfer (1874–1957)

- Stampfer, Helmut (* 1948), italienischer Kunsthistoriker und Denkmalpfleger (Südtirol)
- Stampfer, Ronald (* 1976), österreichischer Skirennläufer
- Stampfer, Silvia (* 1979), deutsche Triathletin
- Stampfer, Simon (1790–1864), österreichischer Mathematiker, Physiker, Geodät und Erfinder
- Stampfer, Wolfgang (* 1972), österreichischer Bobpilot
- Stampfl, Franz (1913–1995), österreichisch-australischer Leichtathletiktrainer
- Stampfl, Josef (1884–1962), österreichischer Politiker (ÖVP), Mitglied des Bundesrates
- Stampfli, Carla (* 1984), Schweizer Triathletin
- Stampfli, David (* 1982), Schweizer Politiker (SP)
- Stämpfli, Fabienne (* 1992), Schweizer Politikerin (GLP)
- Stämpfli, Franz (1881–1958), Schweizer Jurist
- Stampfli, Hans Rudolf (1925–1994), Schweizer Archäozoologe
- Stämpfli, Jakob (1820–1879), Schweizer PolitikerJakob Stämpfli (1820–1879)

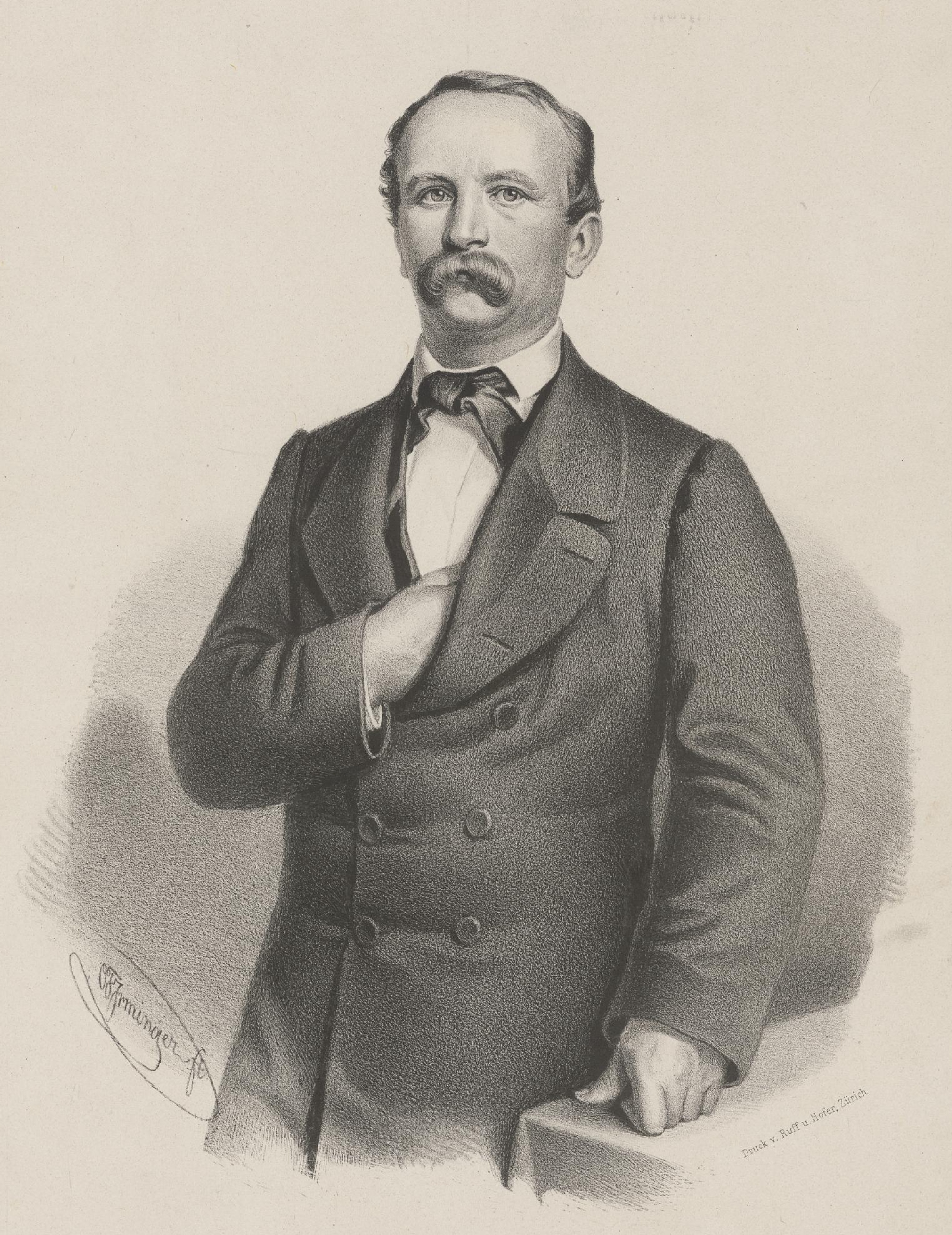
Jakob Stämpfli (1820–1879)

- Stämpfli, Jakob (1934–2014), Schweizer Sänger
- Stämpfli, Karl (1844–1894), Schweizer Politiker und Unternehmer
- Stampfli, Oskar (1886–1973), Schweizer Lehrer und Politiker
- Stampfli, Otto (1894–1972), Schweizer Politiker
- Stämpfli, Peter (* 1937), Schweizer Maler, Bildhauer, Grafiker
- Stämpfli, Regula (* 1962), Schweizer Historikerin und Politikwissenschaftlerin
- Stämpfli, Robert (1914–2002), Schweizer Physiologie und Membranforscher
- Stämpfli, Rudolf (* 1955), Schweizer Unternehmer
- Stampfli, Walther (1884–1965), Schweizer Politiker (FDP)
- Stämpfli-Studer, Emma (1848–1930), Schweizer Unternehmerin und Pionierin im Bereich Kinderkrippen
- Stampfuss, Klaus (* 1943), deutscher Sportjournalist
- Stampfuß, Rudolf (1904–1978), deutscher Prähistoriker
- Stampiglia, Silvio (1664–1725), italienischer Dichter und Librettist
- Stampioen, Jan Jansz de Jonge (1610–1653), niederländischer Mathematiker
- Stampler, Andreas (1897–1958), österreichischer Schlosser und Politiker (SPÖ), Abgeordneter zum Nationalrat
- Stampler, Franz (* 1953), österreichischer Lehrer und Politiker (ÖVP), Abgeordneter zum Nationalrat
- Stampone, Atilio (1926–2022), argentinischer Tangopianist und -komponist
- Stamponi, Héctor (1916–1997), argentinischer Tangopianist, Bandleader, Arrangeur, Tangokomponist und -dichter
- Stamprech, Franz (1906–1983), österreichischer Journalist und Schriftsteller

### Stams
- Stams, Walter (1898–1973), deutscher Politiker (SPD), MdL
- Stams, Werner (1927–2022), deutscher Kartograf und Geograf
- Stamsnijder, Hennie (* 1954), niederländischer Radsportler
- Stamsnijder, Tom (* 1985), niederländischer Radrennfahrer

### Stamu
- Stámusz, Ferenc (1934–2022), ungarischer Radrennfahrer